# Minerali
 Ovo je glavno značenje pojma Minerali. Za druga značenja pogledajte Minerali (nutrijenti).
Mineral je produkt prirodnih procesa koji se odlikuje određenim, no ne nužno i fiksnim kemijskim sastavom, stabilnošću u određenim fizikalnim uvjetima te pravilnom unutrašnjom strukturom. Mineral je prirodni homogeni sastojak Zemljine kore. 
Kristalizirani minerali
Pojam kristalizirane tvari, tj. kristala, podrazumijeva sređen raspored atoma u prostoru unutar uzorka i to takav raspored koji će dati difraktogram kojeg ćemo moći indicirati Müllerovim indeksima. 
Amorfni minerali
Postoji određen broj minerala kod kojih ne dolazi do difrakcije rendgenskih zraka ili pak dolazi do difuzne difrakcije, koja nije vezana za točno određeni smjer, nego se može odbiti u bilo kojem smjeru. To znači da ti minerali nemaju pravilnu unutrašnju strukturu i tada ih nazivamo amorfnima. Kod amorfnih minerala problem je dokazati njihov stalan kemijski sastav.
Metamiktni minerali
Metamiktni minerali su minerali koji su nekada bili u kristaliziranom stanju, ali su u strukturi sadržavali neki radioaktivni element, pa je došlo do raspadanja kristalne rešetke te amorfizacije minerala. Kod ovih minerala problem je utvrditi kako (i od čega) je metamiktna tvar nastala.

## Podjela prema načinu postanka
S obzirom na način postanka, razlikujemo pirogene minerale koji su nastali kristalizacijom iz magme. Ako su nastali iz vodenih otopina, nazivamo ih hidatogenima, a ako su kristalizirali iz plinova i para, pneumatskim mineralima.  Ako su minerali nastali iz vruće vode, riječ je o hidrotermalnim mineralima. Organogeni minerali nastali su djelovanjem organizama u vodenim otopinama. Ako su nastali djelovanjem biljaka, govorimo o fitogenim, a ako su nastali djelovanjem životinja, zoogenim mineralima.

## Minerali u prirodi
Minerali su osnovna komponenta od koje su izgrađene stijene čvrste zemljine kore. Kemijski su i fizički homogeni, što znači da im se sastav može zapisati kemijskom formulom. U prirodi se najčešće nalaze u čvrstom kristalnom stanju. Simetrična unutarnja građa uvjetuje i pravilnu vanjsku građu. Nastaju procesom kristalizacije,pa se zbog toga nazivaju kristali. Građeni su od atoma (povezanih kovalentnim vezama), iona (vezanih ionskim vezama) i molekula (međusobno vezanih Van der Waalsovim silama) povezanih u kristalnu rešetku. Veličina zrna može biti tako velika da se vide okom, a mogu biti tako mala da se vide tek pod mikroskopom. 
Fizičke osobine kristala su tvrdoća, boja, sjaj, elastičnost, specifična gustoća i indeks loma svjetlosti.
Od kemijskih elemenata koji izgrađuju minerale litosfere 99% otpada na ove elemente: kisik, silicij, željezo, aluminij, kalcij, natrij, magnezij i kalij.

## Mineralni razredi
Postoji ukupno trinaest razreda minerala. To su:
1. Borati
2. Fosfati (uključujući oksisole arsena i vanadija)
3. Halogenidi
4. Jodati
5. Karbonati
6. Nitrati
7. Oksidi (uključujući oksihidrokside i hidrokside)
8. Organski minerali
9. Samorodni elementi
10. Silikati
11. Sulfati (uključujući oksisole selena, telura i kroma)
12. Sulfidi (uključujući i selenide i teluride)
13. Volframati i Molibdati

Po svojem značenju izdvajaju se silikati, oksidi (i hidroksidi), karbonati te samorodni elementi.
Sistematska mineralogija bavi se svrstavanjem minerala u pojedine razrede.

## Znanstvene činjenice
Da bi se danas opisao mineral, mora se poznavati koristiti čitav niz metoda, često tehnološki vrlo zahtjevnih, tako da se često u opisivanju strukture dolazi do nivoa elementarne jedinične ćelije.
Polisintetska sraštanja ne smatraju se novim mineralom. 
Problem definiranja minerala pojavljuje se kada su u pitanju tekućine. Vodu se ne smatra mineralom, ali led i živa smatraju se mineralom. Izvanzemaljske tvari općenito se smatraju mineralima (npr. uzorci s Mjeseca, meteorite i tektite), dok materijali koje proizvodi čovjek nisu minerali.
Živi organizmi često proizvode nešto što ima karakteristike minerala, ali to su proizvodi živih bića (i čovjeka) (npr. kosti, ljušture školjkaša, fosfor u zubima...) te ih se ne smatra mineralima. Ipak, postoji izuzetak kada na takve tvari naknadno djeluje neka geološka sila te se one prirodno izmijene, te ih se tada smatra mineralima.
Danas je poznato oko 4000 minerala, od kojih se za njih dvjestotinjak može reći da su česti u prirodi.